# Botanophila latigena
Botanophila latigena este o specie de muște din genul Botanophila, familia Anthomyiidae. A fost descrisă pentru prima dată de Stein în anul 1907. Conform Catalogue of Life specia Botanophila latigena nu are subspecii cunoscute.